# Takis Fotopoulos
Takis Fotopoulos (Τάκης Φωτόπουλος), né à Chios le 14 octobre 1940 , est un philosophe politique et économiste grec, fondateur du mouvement de démocratie inclusive.
Son œuvre principale consiste en une synthèse entre la démocratie traditionnelle, le socialisme libertaire et les courants radicaux des nouveaux mouvements sociaux. 